# Молдова (річка)
47°01′03″ пн. ш. 23°53′09″ сх. д. / 47.01750° пн. ш. 23.88583° сх. д.
Молдо́ва (рум. Moldova) — річка в Румунії, в регіоні Західна Молдова. Права притока р. Сірет (басейн Дунаю). Довжина 205 км, площа басейну близько 4 300 км². Бере початок у Східних Карпатах, на Буковині, у верхній течії має вузьку і глибоку долину, потім долина розширюється до 3-5 км. Весняна повінь, літня межень.  Живлення снігове та дощове. Взимку на 2-3 місяці замерзає. Несудноплавна. Сплав лісу. Поблизу гирла — місто Роман.

## Назва
- Молда́ва (ст.-укр. Молдава), рідше — Молдова, Модова (ст.-укр. Молдова, Модова) — староукраїнська назва[2]. Від неї походить українська назва Молдавського князівства.

## Історія
Від річки Молдова походить назва першої Молдовської держави — Молдавського князівства. Над річкою була розташована перша молдавська столиця  — Молдавський Торг (сучасне село Бая).